# Кубок Польщі з футболу 1953—1954
Кубок Польщі з футболу 1953–1954 — 4-й розіграш кубкового футбольного турніру в Польщі. Титул вперше здобула Гвардія (Варшава).

## Календар
| Раунд        | Матчі | Клуби   |
| ------------ | ----- | ------- |
| Перший раунд | 25    | 56 → 31 |
| Другий раунд | 15    | 31 → 16 |
| 1/8 фіналу   | 8     | 16 → 8  |
| 1/4 фіналу   | 4     | 8 → 4   |
| 1/2 фіналу   | 2     | 4 → 2   |
| Фінал        | 1     | 2 → 1   |

## Перший раунд
| Команда 1                       | Рахунок | Команда 2                       |
| ------------------------------- | ------- | ------------------------------- |
| Домбскі (Краків)                | 0:7     | Вісла (Краків)                  |
| Люблінянка (Люблін)             | 2:5     | Вісла-2 (Краків)                |
| Маримонт-2 (Варшава)            | 4:2     | Гвардія (Люблін)                |
| Лехія (Томашів-Мазовецький)     | 3:6     | Погонь (Щецин)                  |
| Вармя (Ольштин)                 | 3:2     | Полонія (Бидгощ)                |
| Лужице (Любань)                 | 3:1     | Лехія (Гданськ)                 |
| Сталь (Мелець)                  | 2:1 дч  | Колеяж (Познань)                |
| Бескід (Андрихув)               | 4:1     | Стільон (Гожув-Великопольський) |
| Гвардія-2 (Варшава)             | 0:1     | Гурник (Радлін)                 |
| МКС (Ключборк)                  | 1:0     | Вибжеже (Гданськ)               |
| Лехія-2 (Гданськ)               | 2:1     | ЛКС (Лодзь)                     |
| Гриф (Слупськ)                  | 1:2     | Гурник (Забже)                  |
| Колеяж-2 (Познань)              | 0:2     | Гурник (Валбжих)                |
| Шомберки-2 (Битом)              | 1:0     | Краковія (Краків)               |
| Одра-2 (Ополе)                  | 2:4     | Рух-2 (Хожув)                   |
| Сталь (Ряшів)                   | 2:2     | АКС (Хожув)                     |
| Стелла (Гнезно)                 | 2:0     | АКС-2 (Хожув)                   |
| Гвардія (Білосток)              | 1:2     | Гарбарня (Краків)               |
| Зніч (Прушкув)                  | 0:2     | Одра (Ополе)                    |
| ЛКС-2 (Лодзь)                   | 4:2     | Тарновія (Тарнув)               |
| КСЗО (Островець-Свентокшиський) | 1:8     | Легія II (Варшава)              |
| Шленза (Вроцлав)                | 1:2 дч  | Легія (Варшава)                 |
| Полонія (Битом)                 | 0:1     | Бленкітні (Кельце)              |
| Гурник-2 (Радлін)               | 5:1     | Маримонт (Варшава)              |
| Куявяк (Влоцлавек)              | 0:2     | Краковія-2 (Краків)             |

Перегравання
| Команда 1     | Рахунок | Команда 2   |
| ------------- | ------- | ----------- |
| Сталь (Ряшів) | 3:4 дч  | АКС (Хожув) |

## Другий раунд
| Команда 1            | Рахунок | Команда 2            |
| -------------------- | ------- | -------------------- |
| Вісла (Краків)       | 1:0     | Рух (Хожув)          |
| Маримонт-2 (Варшава) | 3:6     | Шомберки (Битом)     |
| Погонь (Щецин)       | 3:1 дч  | Вармя (Ольштин)      |
| Лужице (Любань)      | 3:1     | Сталь (Мелець)       |
| Бескід (Андрихув)    | 3:3     | Заглембє (Сосновець) |
| Гурник (Радлін)      | 3:0     | МКС (Ключборк)       |
| Лехія-2 (Гданськ)    | -:+     | Гурник (Забже)       |
| Гвардія (Варшава)    | 7:0     | Гурник (Валбжих)     |
| Полонія (Лешно)      | 4:1     | Шомберки-2 (Битом)   |
| Рух-2 (Хожув)        | 1:5     | АКС (Хожув)          |
| Стелла (Гнезно)      | 2:4 дч  | Гарбарня (Краків)    |
| Одра (Ополе)         | 6:0     | ЛКС-2 (Лодзь)        |
| Легія (Варшава)      | 4:2     | Легія II (Варшава)   |
| Бленкітні (Кельце)   | 4:1     | Гурник-2 (Радлін)    |
| Полонія (Битом)      | 3:1     | Вісла-2 (Краків)     |

Перегравання
| Команда 1         | Рахунок | Команда 2            |
| ----------------- | ------- | -------------------- |
| Бескід (Андрихув) | 1:4     | Заглембє (Сосновець) |

## 1/8 фіналу
| Команда 1          | Рахунок | Команда 2            |
| ------------------ | ------- | -------------------- |
| Вісла (Краків)     | 3:2 дч  | Полонія (Битом)      |
| Шомберки (Битом)   | 3:0     | Погонь (Щецин)       |
| Лужице (Любань)    | 1:4     | Заглембє (Сосновець) |
| Гурник (Радлін)    | 1:0     | Гурник (Забже)       |
| Гвардія (Варшава)  | 3:1     | Полонія (Лешно)      |
| АКС (Хожув)        | 2:2     | Гарбарня (Краків)    |
| Одра (Ополе)       | 1:2     | Легія (Варшава)      |
| Бленкітні (Кельце) | 1:0     | Краковія (Краків)    |

Перегравання
| Команда 1   | Рахунок | Команда 2         |
| ----------- | ------- | ----------------- |
| АКС (Хожув) | 3:1     | Гарбарня (Краків) |

## 1/4 фіналу
| Команда 1            | Рахунок | Команда 2          |
| -------------------- | ------- | ------------------ |
| Вісла (Краків)       | 2:0     | Шомберки (Битом)   |
| Заглембє (Сосновець) | 2:0     | Гурник (Радлін)    |
| Гвардія (Варшава)    | 4:1     | АКС (Хожув)        |
| Легія (Варшава)      | 7:0     | Бленкітні (Кельце) |

## 1/2 фіналу
| Команда 1         | Рахунок | Команда 2            |
| ----------------- | ------- | -------------------- |
| Вісла (Краків)    | 2:1     | Заглембє (Сосновець) |
| Гвардія (Варшава) | 2:1     | Легія (Варшава)      |

## Фінал
| 22 липня 1954 |

| Гвардія (Варшава) | 0:0      | Вісла (Краків) |
| ----------------- | -------- | -------------- |
|                   | Протокол |                |

| Стадіон Війська Польського, Варшава Глядачів: 30 000 Арбітр: Юзеф Коволь |

Перегравання
| 9 вересня 1954 |

| Гвардія (Варшава)            | 3:1      | Вісла (Краків) |
| ---------------------------- | -------- | -------------- |
| Гахорек 2', 22' Башкевич 51' | Протокол | Косьцельни 88' |

| Олімпійський стадіон, Вроцлав Глядачів: 20 000 Арбітр: Марян Налєпа |